# 亮朝院
亮朝院（りょうちょういん）は、東京都新宿区西早稲田にある日蓮宗の寺院。如意山栄亮寺。旧本山は身延山久遠寺、通師法縁。通称、高田の七面堂。徳川将軍家の祈祷所として栄えた。

## 歴史
牛込和田富山荒井山五明村（現在の新宿区）に日暉が祀った七面堂が起源。明暦元年（1655年）徳川家綱（江戸幕府4代）から祈祷所に指定され御筆を賜る。明暦3年（1657年）五明村に寺地を拝領。寛文11年（1671年）現在地へ移転した。

## 境内
- 本堂
- 七面大明神堂
- 鐘楼 元禄15年造立。
- 山門 赤門
- 贈従三位大炊頭松平頼徳卿記念碑（宍戸藩殉死者供養碑）
- 旧宍戸藩主松平家墓所
- 高富藩主本庄道貫夫妻墓所
- 儒学者金谷玉川の墓

## 交通アクセス
- 都電荒川線面影橋駅から徒歩3分
- 東京メトロ副都心線・西早稲田駅より徒歩15分
- 高田馬場駅・新宿駅西口よりバス(都営バス上69・早77など）「西早稲田」下車

## 参考資料
- 日蓮宗寺院大鑑編集委員会『宗祖第七百遠忌記念出版 日蓮宗寺院大鑑』大本山池上本門寺 (1981年)
- 中尾堯『日蓮の寺』東京書籍（1987年）
- 斎藤長秋 編「巻之四 天権之部 高田七面堂」『江戸名所図会』 2巻、有朋堂書店〈有朋堂文庫〉、1927年、564,566-567,570頁。NDLJP:1174144/287。